# معركة اليمامة

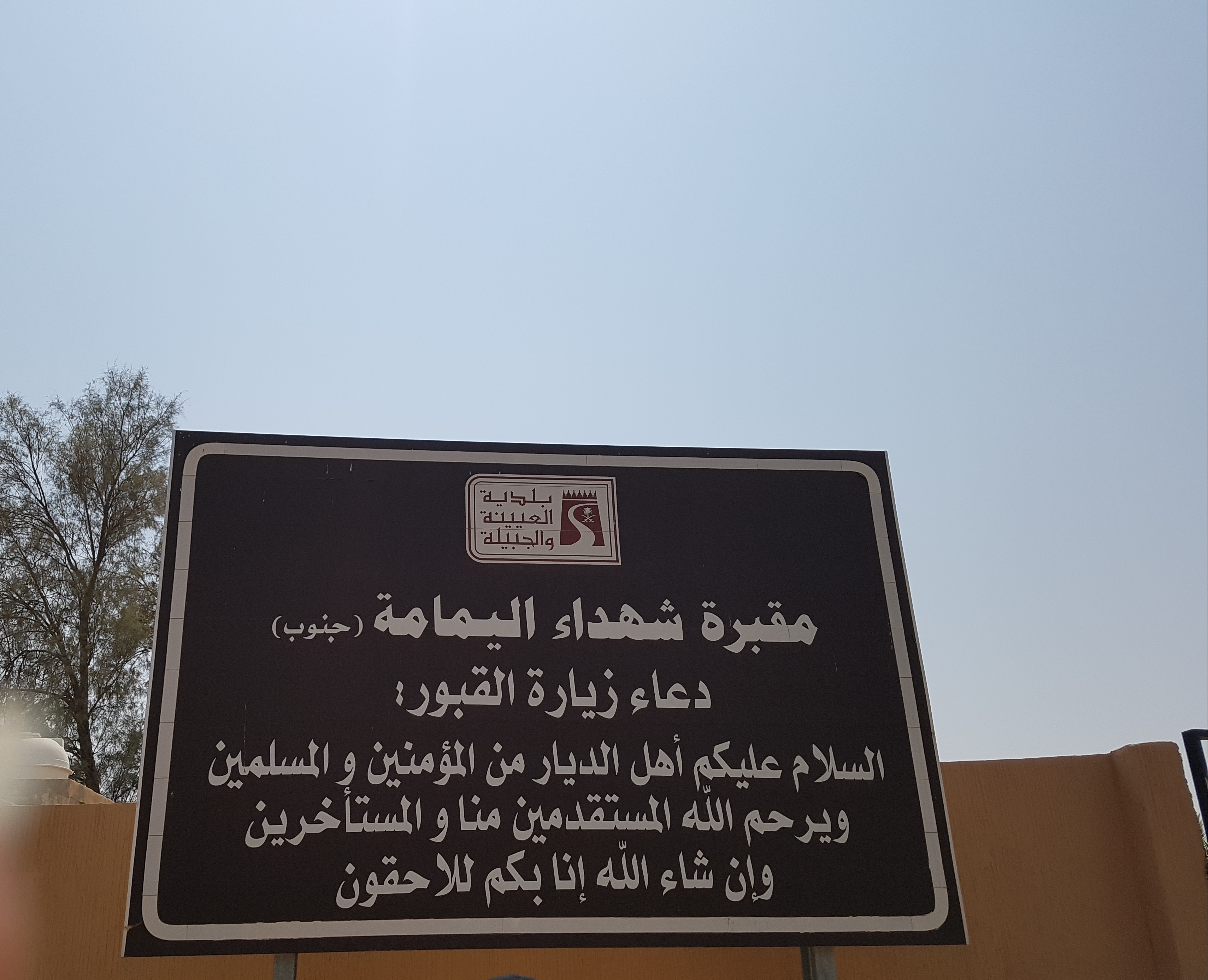
لافتة لموقع مقبرة شهداء اليمامة

وقعت معركة اليمامة أو معركة عقرباء سنة 11 هـ من الهجرة / 632 م في عهد أبي بكر الصديق. واليمامة إحدى معارك حروب الردة، وكانت بسبب ارتداد بني حنيفة وتنبؤ مسيلمة الحنفي الذي ادّعى أن النبي قد أشركه في الأمر، ومما قوى أمر مسيلمة شهادة الرجال بن عنفوة الذي شهد له - كذباً - أنه سمع  رسول الله يشركه في الأمر.
وقد وجه أبو بكر الصديق عكرمة بن أبي جهل لقتاله، ولما فشل عكرمة ولم يستطع الصمود أمام جيش مسيلمة الكذاب، تراجع. ولما بلغت أنباء هزيمة عكرمة لشرحبيل بن حسنة، آثر الانتظار حتى يصله المدد من خليفة المسلمين، وظل في مكانه حتى يأتيه خالد بن الوليد في جيش جمع عددا من كبار الصحابة والقراء، فلما سمع مسيلمة دنو خالد ضرب عسكره بعقرباء فاستنفر الناس فجعلوا يخرجون إليه حتى بلغوا 40,000 رجل تبعه أكثرهم عصبية، حتى قيل أن بعضهم كان يشهد أن مسيلمة كذاب وأن محمداً رسول الله لكنه يقول: «كذاب ربيعة أحب إلينا من صادق مضر».
وفي الطريق إلى اليمامة، التقى خالد وجيشه بفرقة من جيش اليمامة، خرجت للثأر لبني عامر عثر المسلمون عليهم وهم في ثنية اليمامة نائمون، فسألهم عن مسيلمة، فردوا «منكم نبي ومنا نبي» فأمر خالد بقتلهم جميعاً عدا مجاعة بن مرارة لعله يستفيد من خبرته ومكانته في قومه. كانت راية المهاجرين مع سالم مولى أبي حذيفة وراية الأنصار مع ثابت بن قيس بن شماس والعرب على راياتها.
فكان بينهم وبين المسلمين يوم شديد الهول ثبت فيه بنو حنيفة وقاتلوا عن أنفسهم وأحسابهم قتالاً شديداً، حتى انكشف المسلمون وكادت الهزيمة تلحقهم لولا رجال من ذوي الدين والحمية الدينية الذين ثبتوا وصرخوا في الناس: «يا أصحاب سورة البقرة يا أهل القرآن زينوا القرآن بالفعال»، وقال سالم مولى أبي حذيفة: «بئس حامل القرآن أنا إذا لم أثبت». وأمرهم خالد بأن يمتازوا حتى يعلم من أين يُؤتوا. فأثارت هذه الصيحات روح الاستشهاد في نفوس المسلمين، فحملوا على جيش مسيلمة حملة استطاعوا أن يزحزحوا جيوشه عن موقفهم الأول. ثم شد المسلمون حتى فر بنو حنيفة إلى الحديقة التي تسمى «حديقة الرحمن» وكانت منيعة الجدران فتحصنوا بها إلا أن المسلمين استطاعوا أن يقتحموها بمعونة البراء بن مالك الذي رفعوه فوق الجحف برماحهم واستطاع فتح باب الحديقة ودخل المسلمون وهم يكبرون، فقتل فيها مسيلمة وكان قاتله هو وحشي بن حرب قاتل حمزة بن عبد المطلب فيما قيل، وقد قتل في هذه المعركة خلق كثير من جيش المسلمين.
وكانت المعركة فاصلة وفيها انتصر المسلمون وهزم أعداؤهم بعد معركة من أعنف المعارك قتل فيها مسيلمة وأربعة عشر ألفاً من قومه (سبعة آلاف خارج عقرباء وسبعة آلاف في الحديقة) والتي سميت بعد ذلك بحديقة الموت وقد استشهد في اليمامة ألف ومائتا شهيد منهم زيد بن الخطاب والطفيل بن عمرو وأبو دجانة وسالم مولى أبي حذيفة وابي حذيفة وعبد الله بن سهيل يزيد بن ثابت الأنصاري وغيرهم كثير من كبار الصحابة.

## الهوامش
1. ↑  أحمد يوسف القادري. رجال مع رسول الله في طريق الدعوة (ط. 1). ص. 339.
2. ↑  أبو حذيفة
3. ↑  الطبري (3/300)